# Köszörű-patak (Románia)
A Köszörű-patak (románul: Tocile, vagy Șcheiu, azaz Bolgárszegi-patak) Brassó vízfolyása, a Tömös egyik mellékfolyója. A Keresztényhavasból lesiető patakok egyesüléséből alakul ki, átfolyik Brassón, majd annak keleti határánál ömlik a Tömös-csatornába. A város területén szinte teljes hosszúságában föld alatti csatornában halad, kivéve egy rövid részt az északnyugati várfal mentén, ahol a felszínen folyik – itt Graftnak nevezik (a szó felnémet nyelven sáncot jelent; németül Gracht).

## Vízrajza
A Köszörű-patak a Salamon-kőnél alakul ki több, állandó vízhozamú patak (Oaben, Vizesvölgy, Szárazvölgy) egyesüléséből:
- Az Oaben (németül: Habental, meghonosodott magyar neve nincs) a Krukk-gerinc északnyugati lejtőjén, az 1435 méteres Nagykrukk-tető közelében ered. A Navri-esztenától északra egyesül a Brassópojána határában folyó és a Schmauz-árok csermelyét is magába fogadó Felső-Oabennel.
- A Vizesvölgy (helyi nevén Salamon-patak, románul Valea cu Apă vagy Râul Solomon, németül Heldenbach) szintén a Krukk északnyugati lejtőjén, a Várna-tető közelében ered.
- A Szárazvölgy (Valea Seacă, Pulvergrund) a Braniste-domb irányából, Brassópojána felől érkezik.

Innen Bolgárszeg felé folytatja útját, ahol számos kisebb patak ömlik bele; az Ördög-völgy (Vâlcelul Dracului, Teufelsgraben) kivételével ezek mind a Cenk nyugati lejtőjén erednek. Bolgárszeg városrészében a patakot Tocilenek is nevezik. Ezután két ágra szakad, melyek közül egyik Óbrassó, a másik Bolonya irányába halad tovább; az előbbi a Katalin-kapunál hatolt be Brassó városerődjébe, majd a Szélespatak (más néven Katalin utca, németül Breite Bach vagy Katharinenhof, jelenleg str. Paul Richter) után további két ágra szakadt, melyek közül az első a Lópiac, a másik a templomudvar felé folyt. Ezek mentén alakultak ki a belváros fő délnyugat-északkelet irányú utcái:
- Az első ág a Főtérnél ismét kettévált; ágai mentén alakult ki a Kolostor utca és a Kapu utca.
- A másik ág mentén alakult ki a Fekete utca, egy később létrehozott csatorna pedig a Kórház utca mentén folyt.

Megjegyzendő, hogy az Új utca és a Vár utca csatornái nem a Köszörű-patakhoz tartoztak. Az előbbi csatornája a várfalon kívüli tóból, az utóbbié pedig a Várnyakról, a Rakodó felől eredt. Ez utóbbi a többi patakkal ellentétes irányban folyt.
Az utcák mentén folyó csatornákat a 20. században megszüntették, a Köszörű-patak jelenleg a Salamon-kőtől kezdődően föld alatti csatornában halad, kivéve egy 300 méteres részt a brassói északnyugati várfal mellett, ahol a Várkert sétány melletti Graft-csatornában folyik. 2019-ben Bolonya negyedben fel akartak fedni egy további részt, mely mellett zöldövezetet, sétányokat alakítottak volna ki, azonban a lakosság tiltakozása meghiúsította a tervet.

## Szerepe
A Köszörű-patak összefonódik Brassó városának történetével. A Salamon-kövek közelében ókori várromokra és leletekre bukkantak, és legendák szerint Salamon magyar király itt rejtette el egy fa gyökerei közé a koronáját (egyes elméletek szerint ezen alapul Brassó címere, a gyökerekből kinövő korona is).
A 13. században mesterségesen alakították ki az Óbrassó felé folyó ágat, hogy megoldják a városrész vízellátását. A 14. században a belváros területén átfolyó patakot szabályozták: az utcák mentén haladó csatornák elvezették a szennyvizet, a felesleges vízmennyiséget pedig a Graft-csatornával a várfalon kívülre terelték, ahol természetes akadályt képezett a támadókkal szemben.
1809. augusztus 24-én egy felhőszakadás során a Köszörű-patak kicsapott a Graft-csatornából, és megrongálta az északnyugati várfalat. 1822-ben a falat három boltívvel erősítették meg; ezek közül 1902-ben kettőt lebontottak a hozzájuk tartozó várfallal együtt, hogy ifj. Friedrich Czell egy hátsó kijáratot nyithasson a főtéri telkéről a Várkert sétány felé.
1859-ben a Köszörű-patak bolgárszegi szakaszán 26 gabonaőrlő vízimalom üzemelt. A bolgárszegi Porond-tér (jelenleg Piața Unirii) is a patakról kapta nevét: régi román neve Piața Prundului, vagyis Kavicsos-tér, mivel a vízfolyás sok hordalékot hozott a Keresztényhavas felől. A 19. század végén a gőzmalmok elterjedése miatt a vízimolnárok már nem tudtak megélni mesterségükből, 1911-ben pedig szabályozták a vízfolyásokat, így a malmok sorra megszűntek. A malomépületekből csak kettő maradt fenn: Friedrich Pellionis malmát szociális lakásokká alakították át (ez ma is áll), egy másikat pedig vendéglőként rendeztek be (Salamon király), mely 1966-ig működött, majd karbantartás hiányában elromosodott és 2021-ben összedőlt.
2006-ban gátakat építettek az Oabenre, hogy esőzések idején a Keresztényhavas felől lezúduló víz ne okozzon árvizet a Bolgárszegben. A 2020-as évek elején még közel száz bolgárszegi háztartás kényelemből a Köszörű-patakba öntötte a szennyvizét a város csatornahálózata helyett, erősen szennyezva a patakot.

## Képek

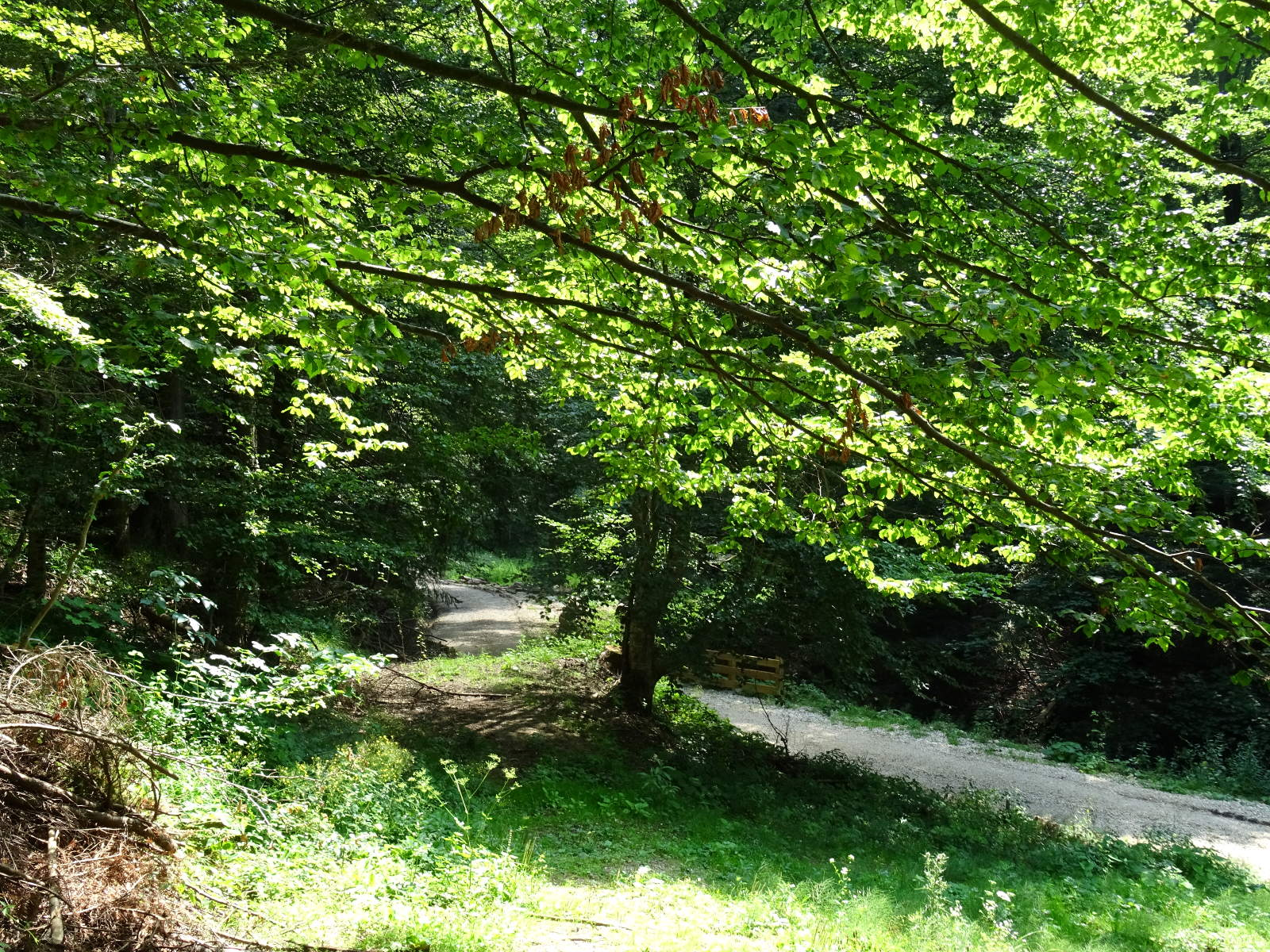
Az Oaben völgye a Navri-esztena mellett
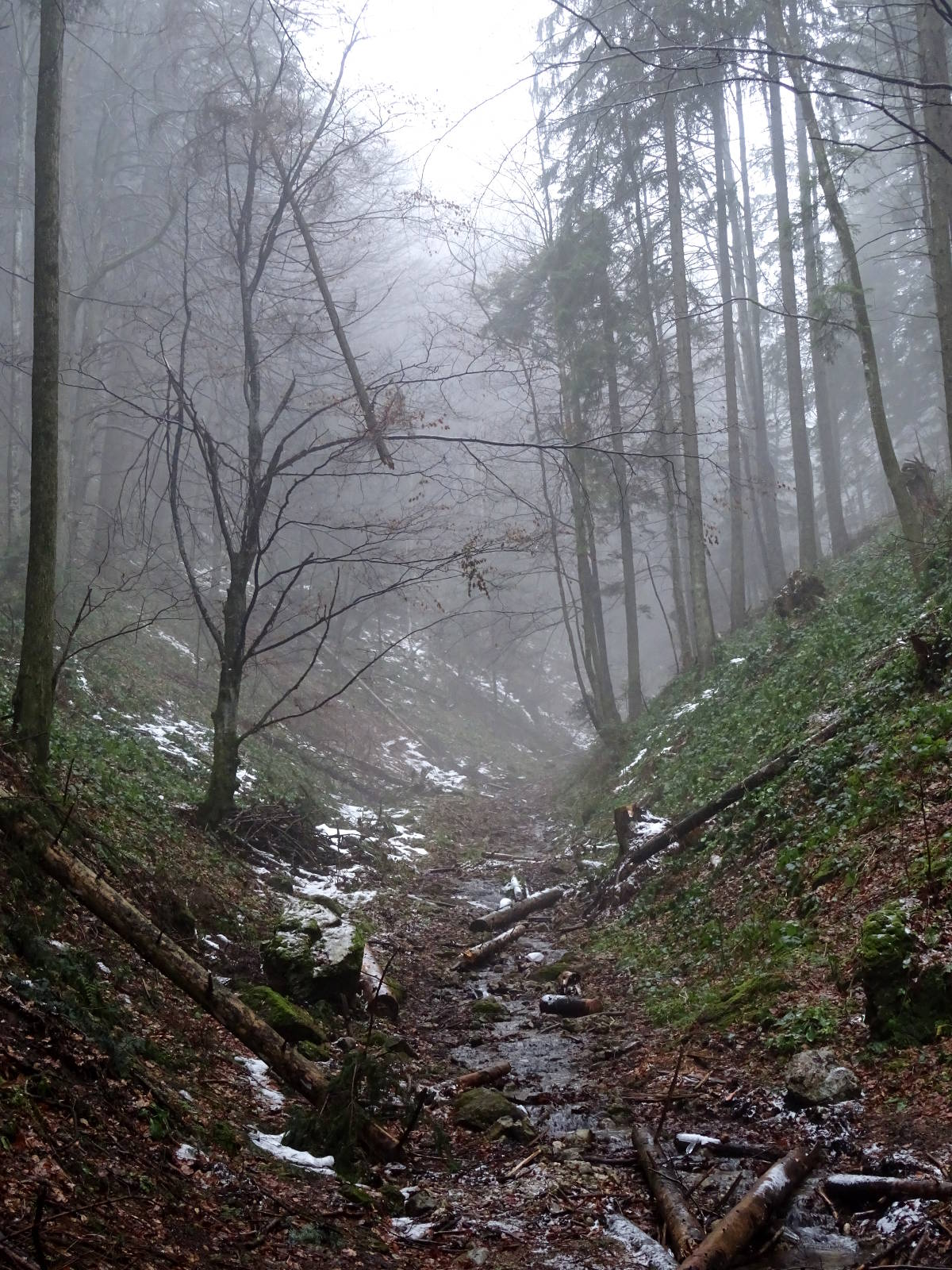
A Vizesvölgy a Simion-árok közelében
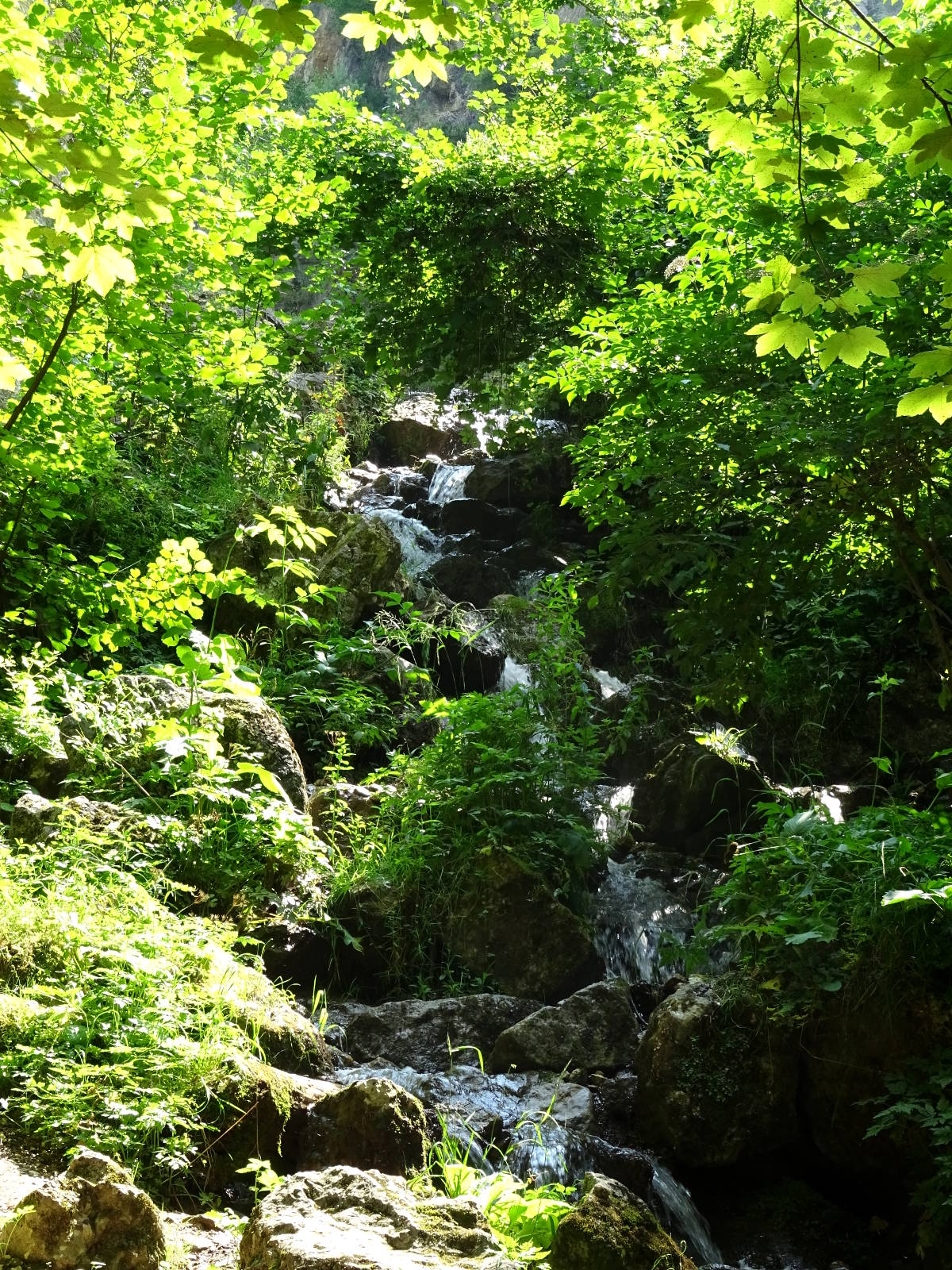
A Vizesvölgy a Salamon-kőnél
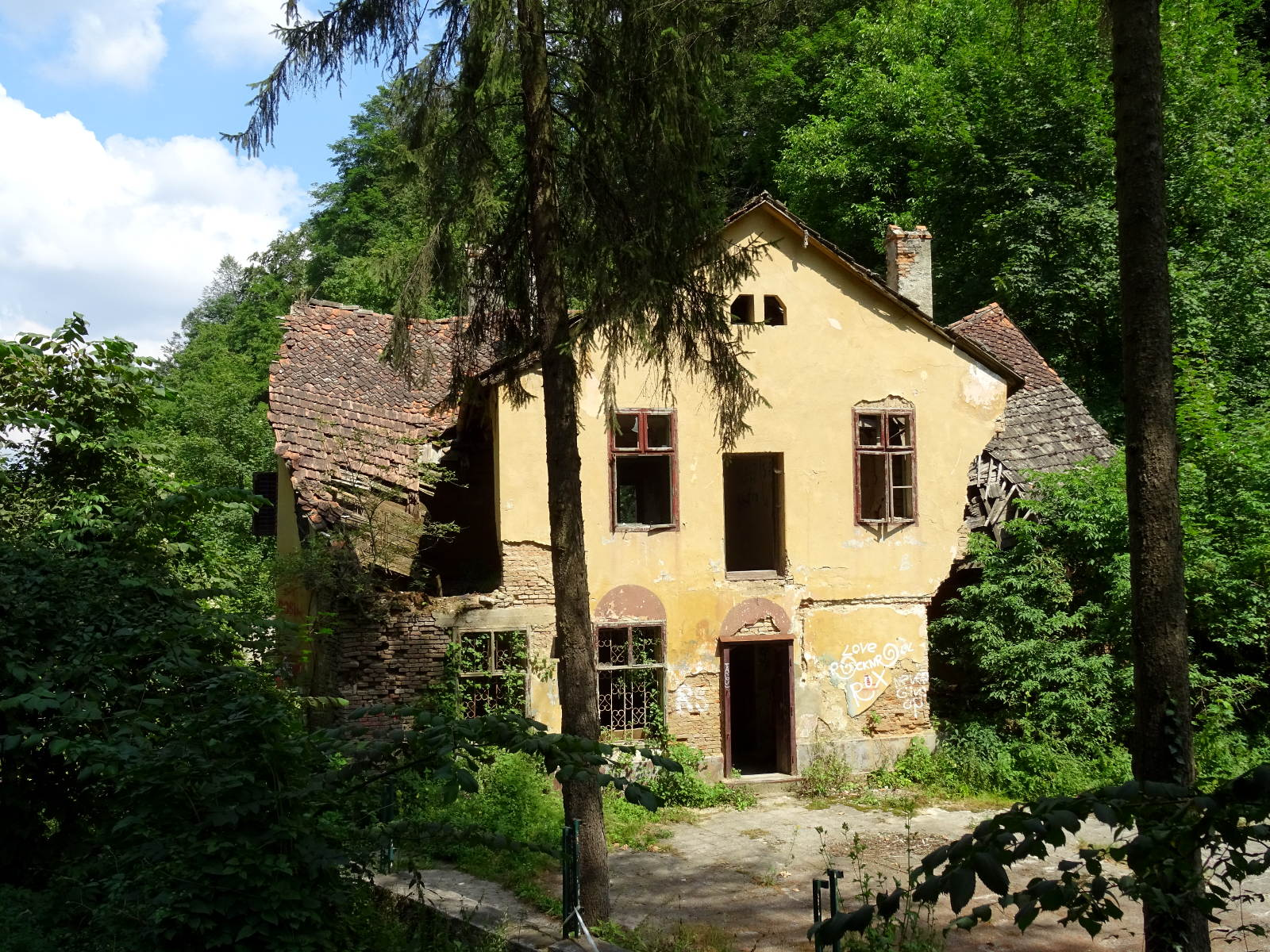
A Salamon király vendéglő 2016-ban
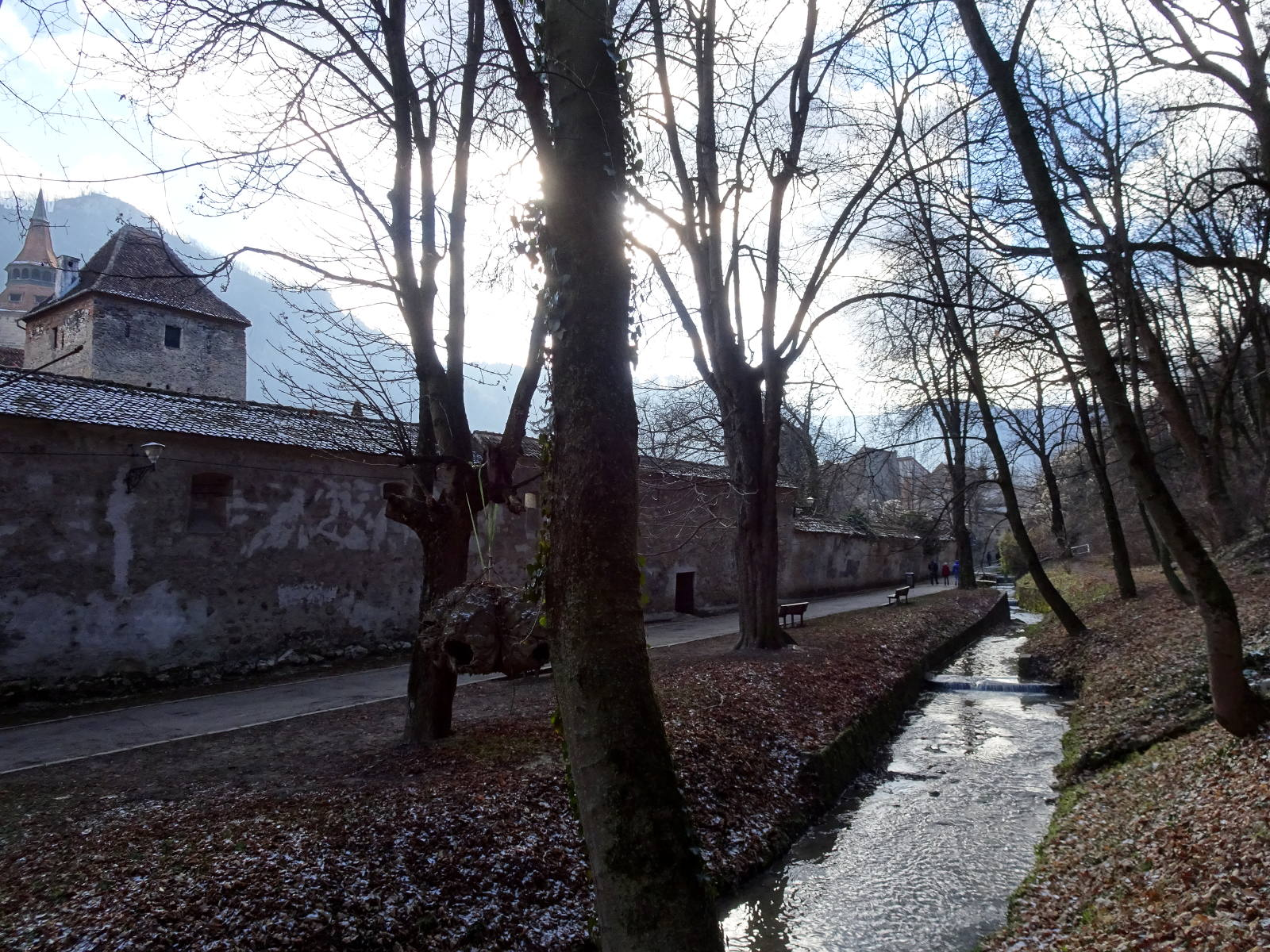
A Graft-csatorna